# غيردا شتاينهوف
غيردا ستاينهوف (بالألمانية: Gerda Steinhoff)‏ (و. 1922 – 1946 م) هي معذب ألمانية، ولدت في غدانسك، توفيت عن عمر يناهز 24 عاماً، بسبب شنق.